# New Zealand Twenty20 Competition 2005/06
Die New Zealand Twenty20 Competition 2005/06 war die erste Saison der später als HRV Cup bekannten neuseeländischen Twenty20-Meisterschaft. Dabei nahmen die traditionellen First-Class Teams die neuseeländische Distrikte repräsentieren an dem Turnier teil. Sieger waren die Canterbury Wizards, die sich im Finale im Eden Park mit 6 Wickets Runs gegen die Auckland Aces durchsetzten.

## Format
Die sechs Mannschaften spielten in nach regionalen Gesichtspunkten aufgeteilten zwei Gruppen gegen jedes andere Team jeweils ein Mal. Die beiden Gruppenersten qualifizierten sich für das Finale.

## Gruppenphase

### Northern Group
Tabelle
| Teams                | Sp. | S | N | NR | P | RR     |
| -------------------- | --- | - | - | -- | - | ------ |
| Auckland Aces        | 2   | 2 | 0 | 0  | 4 | +1.081 |
| Northern Knights     | 2   | 1 | 1 | 0  | 2 | −0.990 |
| Wellington Firebirds | 2   | 0 | 2 | 0  | 0 | −0.197 |

Spiele
| 13. Januar Scorecard | Wellington | Wellington Firebirds 185-8 (20)          | – | Northern Knights 186-5 (19.4) |
|                      |            | Northern Districts gewinnt mit 5 Wickets |   |                               |

| 20. Januar Scorecard | Hamilton | Northern Knights 112 (19.2)    | – | Auckland Aces 114-1 (15.1) |
|                      |          | Auckland gewinnt mit 9 Wickets |   |                            |

| 29. Januar Scorecard | Auckland | Wellington Firebirds 153-7 (20) | – | Auckland Aces 157-5 (20) |
|                      |          | Auckland gewinnt mit 5 Wickets  |   |                          |

### Southern Group
Tabelle
| Teams             | Sp. | S | N | NR | P | RR     |
| ----------------- | --- | - | - | -- | - | ------ |
| Canterbury        | 2   | 2 | 0 | 0  | 4 | +0.955 |
| Central Districts | 2   | 1 | 1 | 0  | 2 | +0.168 |
| Otago             | 2   | 0 | 2 | 0  | 0 | −1.270 |

Spiele
| 13. Januar Scorecard | Christchurch | Otago 153-8 (20)                 | – | Canterbury 157-4 (16.4) |
|                      |              | Canterbury gewinnt mit 6 Wickets |   |                         |

| 22. Januar Scorecard | Napier | Central Districts 171-9 (20)     | – | Canterbury 172-4 (19.4) |
|                      |        | Canterbury gewinnt mit 6 Wickets |   |                         |

| 27. Januar Scorecard | Dunedin | Otago 219-4 (20)                        | – | Central Districts 220-4 (19) |
|                      |         | Central Districts gewinnt mit 6 Wickets |   |                              |

### Finale
| 5. Februar Scorecard | Auckland | Auckland Aces 179-7 (20)         | – | Canterbury 180-4 (17.2) |
|                      |          | Canterbury gewinnt mit 6 Wickets |   |                         |

## Statistiken

### Runs
Die meisten Runs der Saison wurden von den folgenden Spielern erzielt:
| Spieler          | Mannschaft        | Innings | Runs | Average | HS  | 100s | 50s |
| ---------------- | ----------------- | ------- | ---- | ------- | --- | ---- | --- |
| Nathan Astle     | Canterbury        | 3       | 160  | 80,00   | 75* | 0    | 2   |
| Chris Gaffaney   | Otago             | 2       | 116  | 58,00   | 101 | 1    | 0   |
| Jamie How        | Central Districts | 2       | 115  | 115,00  | 74* | 0    | 1   |
| Craig McMillan   | Canterbury        | 3       | 108  | 36,00   | 47  | 0    | 0   |
| Brendon McCallum | Canterbury        | 3       | 101  | 33,66   | 62  | 0    | 1   |

### Wickets
Die meisten Wickets der Saison wurden von den folgenden Spielern erzielt:
| Spieler         | Mannschaft         | Balls | Wickets | Average | BBI  | 5W |
| --------------- | ------------------ | ----- | ------- | ------- | ---- | -- |
| Paul Wiseman    | Canterbury         | 60    | 6       | 13,33   | 2/20 | 0  |
| Graeme Aldridge | Northern Districts | 36    | 4       | 10,75   | 4/19 | 0  |
| Carl Anderson   | Canterbury         | 48    | 4       | 11,25   | 3/15 | 0  |
| Chris Cairns    | Canterbury         | 60    | 4       | 18,50   | 2/24 | 0  |
| Gareth Shaw     | Otago              | 40    | 4       | 23,25   | 2/34 | 0  |